# Jacobaea inops
Jacobaea inops là một loài thực vật có hoa trong họ Cúc. Loài này được (Boiss. & Balansa) B.Nord. mô tả khoa học đầu tiên năm 2007.